# Magyarország a 2015-ös téli universiadén
Magyarország a spanyolországi Granadában, illetve a szlovákiai Csorba-tó környékén megrendezett 2015. évi téli universiade egyik részt vevő nemzete.
Az egyetemi és főiskolai sportolók világméretű seregszemléjén négy sportágban 6 magyar sportoló vesz részt. Az indulók 2015. január 12-én, ünnepélyes keretek között tették le esküjüket a Magyar Sport Házában, ahol Forgó Kristóf műkorcsolyázó mondta elő a fogadalomtétel szövegét.

## A magyar résztvevők listája

### Biatlon
Versenyzők adatai:
| Név        | Születési idő   | Születési hely | Egyesület                      | Felsőoktatási tanintézet                       |
| Büki Ádám  | 1995. május 24. |                | Miskolci Honvéd Sportegyesület | Miskolci Egyetem                               |
| Büki Dávid | 1995. május 24. |                | Miskolci Honvéd Sportegyesület | Budapesti Műszaki és Gazdaságtudományi Egyetem |

### Hódeszka
Versenyzők adatai:
| Név          | Születési idő     | Születési hely | Egyesület               | Felsőoktatási tanintézet     |
| Kis Benedek  | 1992. május 11.   | Budapest       | Team Kaposvár Sportklub | Budapesti Gazdasági Főiskola |
| Szerb Mátyás | 1991. október 27. | Kaposvár       | Team Kaposvár Sportklub | Budapesti Gazdasági Főiskola |

### Műkorcsolya
Versenyző adatai:
| Név           | Születési idő     | Születési hely | Egyesület       | Felsőoktatási tanintézet |
| Forgó Kristóf | 1993. december 7. | Kazincbarcika  | Jégcsillag S.E. | Semmelweis Egyetem       |

### Sífutás
Versenyző adatai:
| Név               | Születési idő      | Születési hely | Egyesület                         | Felsőoktatási tanintézet   |
| Szabó Milán Gábor | 1990. december 28. | Vác            | Mátra Biatlon és Sífutó Egyesület | Eszterházy Károly Főiskola |